# HE 1523-0901
HE 1523-0901 — красный гигант в созвездии Весов. Находится на расстоянии около 7500 световых лет от Солнца.
Звезду относят ко второму поколению звёзд (население II) с малым содержанием металлов ([Fe/H] = -2,95). Она была найдена в выборке ярких бедных металлом звёзд на окраинах нашей Галактики Анной Фребель из Техасского университета с помощью сверхмощного телескопа VLT Европейской Южной обсерватории. Группа исследователей опубликовала открытие в ApJ 10 мая 2007 года.
Возраст звезды, определённый по данным, полученным на VLT, составляет 13,2 миллиарда лет. На момент открытия это позволило назвать её самой старой звездой, известной в нашей Галактике — всего на полмиллиарда лет младше самой Вселенной (13,7 миллиарда лет по современным оценкам). Полагают, что она образовалась прямо из останков звёзд первого поколения, которые достигли конца своей жизни и взорвались сверхновыми в начале истории Вселенной. Несмотря на низкую металличность, звезда переобогащена (по отношению к железу) так называемыми r-элементами, образующимися при взрыве сверхновых в r-процессе, последовательном быстром захвате нейтронов ядрами в нейтронном газе большой концентрации; отношение [r/Fe] составляет 101,8≈60 от солнечного.
Возраст звезды был определён тем же методом, что на Земле используется для определения возраста палеонтологических и археологических находок, — радиоизотопным анализом. Астрономы использовали радиоактивные изотопы с периодом полураспада в несколько миллиардов лет: уран-238 (4,5 млрд лет) и торий-232 (14 млрд лет). Их образование в r-процессе прокалибровано по содержанию стабильных r-элементов европия, осмия и иридия. Измеренные современные отношения содержаний U/r, Th/r и U/Th в фотосфере звезды и их сравнение с начальными отношениями (вычисленными на момент возникновения звезды) позволили определить её возраст.
Оцененная погрешность полученного возраста довольно высока (±0,7 млрд лет) и не позволяет сделать однозначный вывод, что HE 1523-0901 является старейшей известной звездой Галактики.
В 2013 году было объявлено о том, что возраст звезды HD 140283 оценивается от 13,2 до 13,9 млрд лет.